# 重原本町
重原本町（しげはらほんまち）は、愛知県刈谷市の町名。

## 地理
東は知立市、南西は下重原町、北西は薬師川を境界に一色町に接している。台地となっている西部は住宅地であり、猿渡川が形成する低地の東部は水田となっている。

## 歴史
- かつては碧海郡重原村の一部だった。
- 1960年（昭和35年）までは刈谷市大字重原の一部だった。
- 1960年（昭和35年） - 大字重原から重原本町が発足[1]。

## 施設
- 刈谷市重原市民館 - 尾嶋健治氏頌徳碑がある。
- 刈谷市重原幼稚園
- 浄福寺 - 真宗大谷派の寺院[1]。
- 重原陣屋跡